# Verrucoplaca
Verrucoplaca is een monotypisch geslacht van korstmossen behorend tot de familie Teloschistaceae. Het bevat alleen de soort Verrucoplaca verruculifera.